# Nomisia
Nomisia là một chi nhện trong họ Gnaphosidae.